# Pretty Vacant
Singles de Sex Pistols
God Save the Queen
(1977) Holidays in the Sun
(1977)
Pretty Vacant est une chanson des Sex Pistols, d'abord enregistrée sur l'album Never Mind the Bollocks, Here's the Sex Pistols puis parue en single.
Malcolm McLaren a demandé aux membres du groupe de s'inspirer de la chanson de Richard Hell Blank Generation (hymne punk), et d'en faire leur propre version.
La face B du single est une reprise du No Fun de The Stooges.
Une version de cette chanson intitulée Pretty Vacant (Guitar Hero Version) a été publié sur iTunes.
Un extrait de la chanson fut diffusé lors de la cérémonie d'ouverture des Jeux olympiques d'été de 2012.

## Classements hebdomadaires
Version originale
| Classement (1977)                       | Meilleure position |
| --------------------------------------- | ------------------ |
| Australie (Kent Music Report)           | 52                 |
| Belgique (Wallonie Ultratop 50 Singles) | 49                 |
| Irlande (IRMA)                          | 11                 |
| Norvège (VG-lista)                      | 9                  |
| Royaume-Uni (UK Singles Chart)          | 6                  |
| Suède (Sverigetopplistan)               | 10                 |

Version live extraite de l'album Filthy Lucre Live
| Classement (1996)           | Meilleure position |
| --------------------------- | ------------------ |
| Royaume-Uni (UK Rock Chart) | 1                  |